# Харрисон, Джувон
Джувон Харрисон (англ. JuVaughn Harrison; род. 30 апреля 1999, Хантсвилл, Алабама) — американский легкоатлет, прыгун в высоту и в длину. Серебряный призёр чемпионата мира 2023 года. Участник летних Олимпийских игр 2020 года.  

## Биография
Харрисон учился в Колумбийской средней школе в Хантсвилле, штат Алабама.
В 2018 году на юниорском чемпионате мира в Финляндии в прыжках в высоту он с результатом 2,23 метра стал бронзовым призёром. 
27 июня 2021 года Харрисон стал победителем как в прыжках в длину, так и в высоту на Олимпийском национальном отборочном турнире США в Юджине. На летних Олимпийских играх 2020 года он стал первым американцем со времен Джима Торпа в 1912 году, который участвовал на Олимпийских играх как в прыжках в длину, так и в высоту. В высоте с результатом 2,33 метра стал седьмым, а в длине с результатом 8,15 метров занял итоговое пятое место. 
В 2023 году Харрисон завоевал серебряную медаль на чемпионате мира по легкой атлетике в Будапеште, заняв второе место после действующего олимпийского чемпиона Джанмарко Тамбери из Италии, несмотря на то, что также как и европеец преодолел те же 2,36 метра высоты. 